# Theodor Wright Dieden

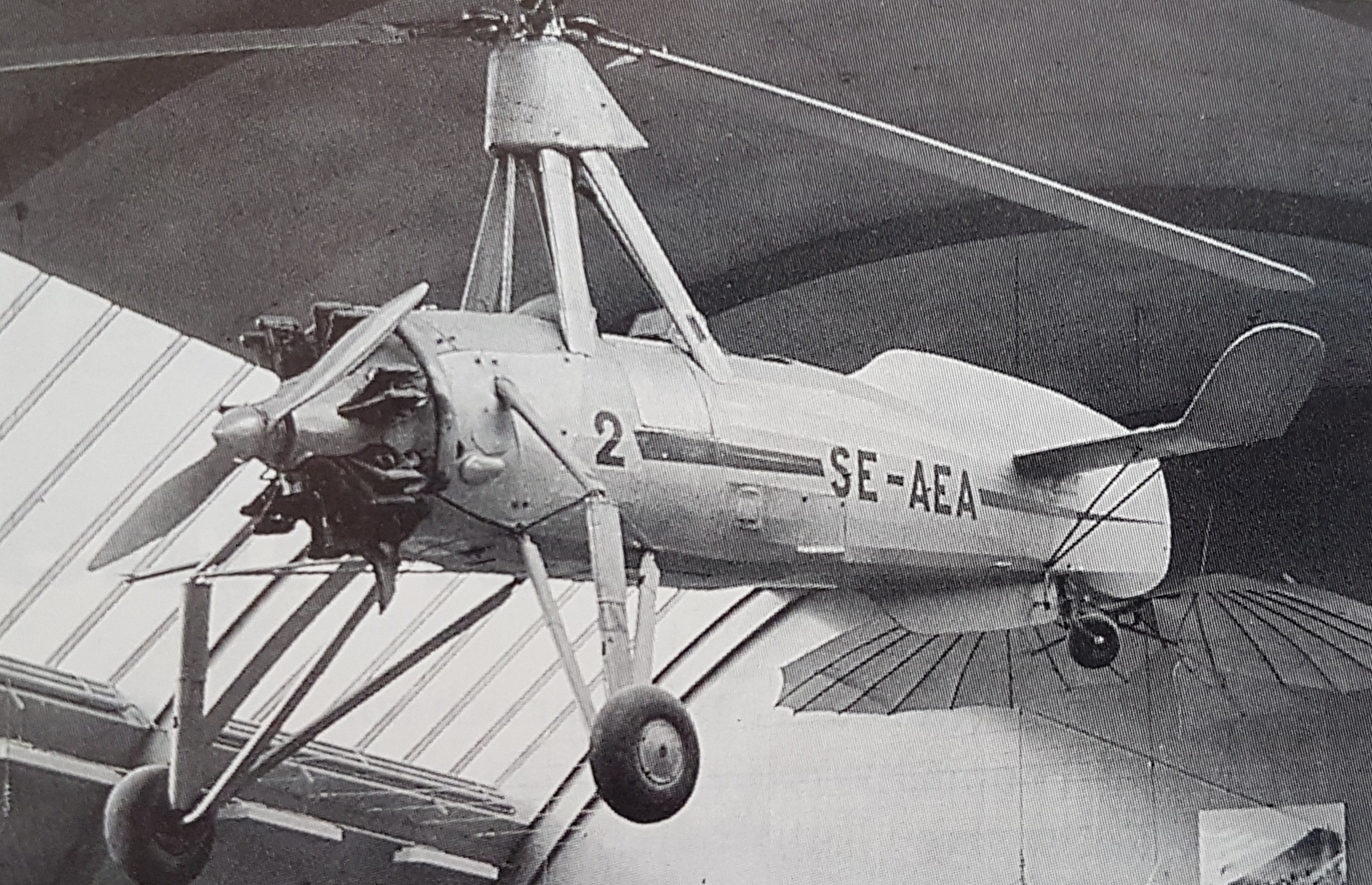
Autogiron SE-AEA, en Cierva C.30 på Tekniska museet i Stockholm, var den andra av två autogiron som bröderna Diedens AB Autogiro importerade till Sverige 1934

Theodor Wright Dieden, född 28 maj 1889 på Karlslunds herrgård i Längbro socken, död 17 maj 1968, var en svensk godsägare, uppfinnare och företagare.

## Biografi
Dieden växte upp på Karlslunds gård tillsammans med sin yngre bror Henrik (född 1893). Hans farfar Johan Henrik Dieden hade köpt Karlslund till sin son Theodor Vincent Dieden, som utvecklade gården till ett mönsterjordbruk, med industriella verksamheter och ett av Sveriges första privata vattenkraftverk.
Dieden utbildade sig till agronom på Alnarps lantbruksinstitut med examen 1912 och tog över Karlslund på 1920-talet. Han drev gården till 1966, varefter den såldes till Örebro kommun.
Han var tekniskt intresserad och uppfann bland annat ett evighetsur, drivet av lufttrycksändringar. Han tog också patent på den pressade halmplattan "stramit" och uppförde 1944 en fabrik för sådana halmplattor vid Karlslunds järnvägsstation.
Theodor Dieden och hans bror Henrik var också flygintresserade och de tog flygcertifikat 1922. Han var på 1930-talet pionjär för autogiro i Sverige. År 1934 grundade bröderna Dieden ett flygföretag med bas på det egna privata gräsflygfältet på Karlslund, som hade anlagts 1919. För AB Autogiro Agenturen inköptes den första i Sverige registrerade autogiron, en Cierva C.19 med registrering SE-ADU från Storbritannien. Som förare anställdes Rolf von Bahr, som också leveransflög den nyinköpta autogiron och som landade den på Karlslunds flygfält den 18 mars 1934. Bröderna Dieden slutade snart med sin flygverksamhet, varefter Rolf von Bahr övertog den. Bröderna Dieden skaffade sig dock senare 1949 pilotutbildning också för autogiro, i samband med att Örebro Bil- och Flygklubb på Gustavsviksfältet köpte von Bahrs då tre kvarvarande autogiror.

## Familj
Dieden var son till vice häradshövdingen och godsägaren Theodor Vincent Dieden (1845–1927) och Marianne von Wright, samt sonson till grosshandlaren Johan Henrik Dieden i Malmö. 
Dieden var i första äktenskapet gift med Marianne von Rosen (född 1885) och i andra äktenskapet från 1938 med Marianne Jacobsson (född 1903).